# أولاد فنان
أولاد فنّان هي قرية مغربية غرب المملكة. تنتمي أولاد فنّان لإقليم خريبكة. تضم هذه الجماعة القروية 8.465 نسمة (إحصاء 2004).